# Massively Multiplayer Online Role-Playing Game

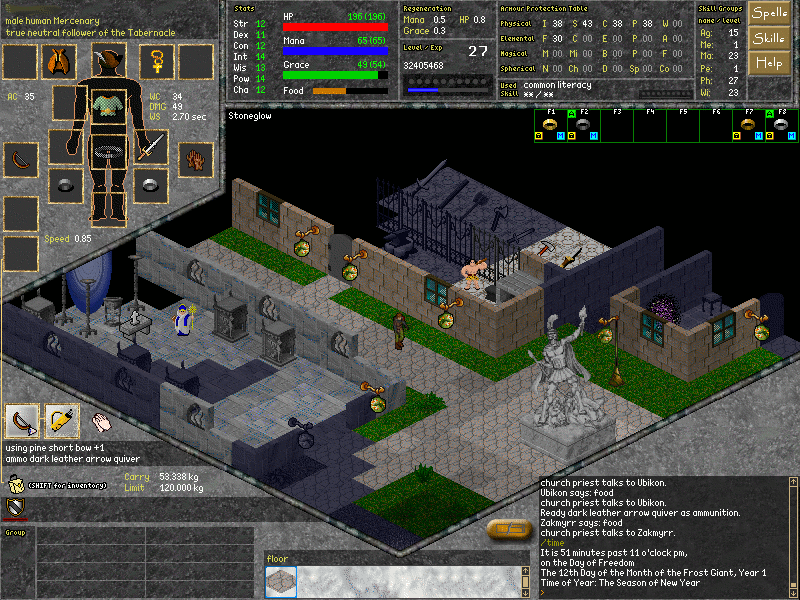
Daimonin (Beta 3), 2004

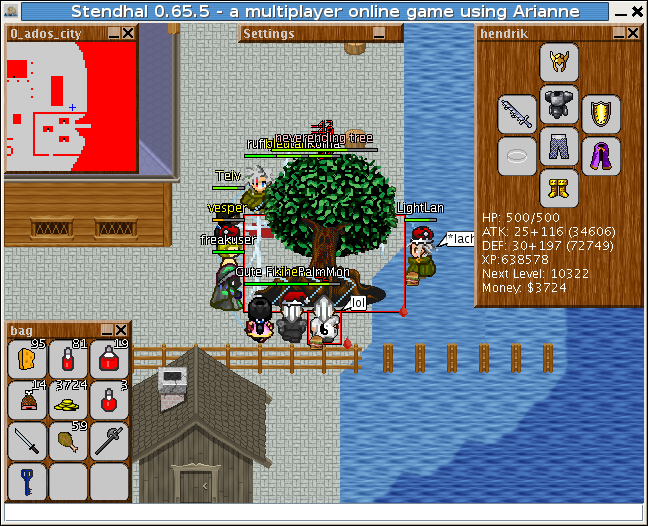
Stendhal (0.65.5, 2007), ein Open-Source-MMORPG

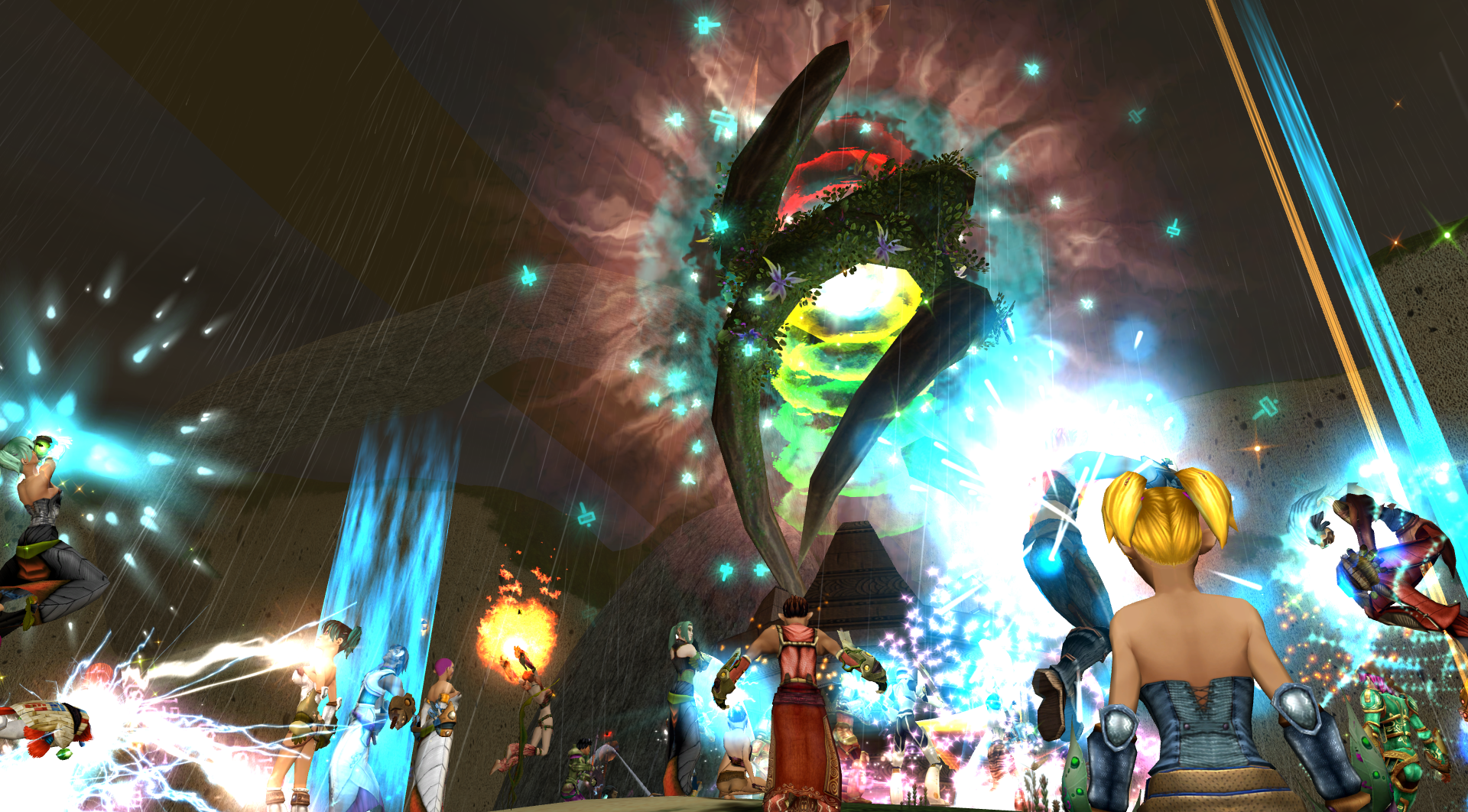
Screenshot eines Events des Open-source-MMORPGs Ryzom (2014)

Ein Massively Multiplayer Online Role-Playing Game (auch „Massive“ statt Massively, abgekürzt MMORPG, übersetzt Massen-Mehrspieler-Online-Rollenspiel) ist ein Computerspiel, das Rollenspiel- und Online-Mehrspielerkomponenten miteinander verbindet. Spieler übernehmen die Rolle eines Charakters in einer oft fantastischen oder science-fictionartigen Welt und kontrollieren dessen Handlungen. Das Unterscheidungsmerkmal von MMORPG zu Einzelspieler- oder kleinen Mehrspieler-Online-Rollenspielen liegt in der Anzahl der interagierenden Spieler und in der persistenten Spielwelt, die auch dann weiter existiert und sich entwickelt, wenn der Spieler offline ist.
Einer der bekanntesten Vertreter des Genres ist World of Warcraft (2004), das zeitweise mehr als 10 Millionen Abonnenten weltweit zählte.

## Gemeinsamkeiten
Zu den gemeinsamen Merkmalen gehören eine dauerhafte Spielumgebung, Charakterentwicklung, soziale Interaktion, Ingame-Kultur, Systemarchitektur, Gruppenzugehörigkeit und Charakteranpassung. Spieler streben nach Charakterentwicklung, indem sie Erfahrungspunkte sammeln und so Charakterstufen erreichen, um ihre Fähigkeiten zu verbessern. Dies erfolgt oft durch Kämpfe mit Monstern und das Abschließen von Quests. Dabei wird höherwertige Ausrüstung für die Spielfigur gesammelt. MMORPG bieten auch Werkzeuge für die Kommunikation zwischen Spielern, wodurch Zusammenarbeit und soziale Interaktion gefördert werden.
Die meisten MMORPG bieten unterschiedliche Klassen, aus denen Spieler wählen können. Einige Spieler wählen die Rollenspielroute, agieren als ihre Charaktere und gestalten die Spielwelt durch ihre Entscheidungen mit. Die Spielergemeinschaft hat ihre eigene Kultur entwickelt, mit eigenen Ausdrücken, Regeln und Tabus.
Die Spielarchitektur basiert auf einem Client-Server-System, wobei der Server eine kontinuierlich laufende virtuelle Welt erzeugt, zu der die Spieler über Client-Software eine Verbindung herstellen. MMORPG können auf mehreren unabhängigen Servern laufen, auf denen jeweils eine begrenzte Anzahl von Spielern agiert.

## Geschäftsmodelle
Üblicherweise werden MMORPG mit regelmäßigen Aktualisierungen während des Betriebs weiterentwickelt. Dadurch können sich Spielfunktionen und Spielwelt mit der Zeit ändern. Weitere Kostenfaktoren für den Anbieter stellen der starke Datenverkehr zwischen den Servern und den tausenden an Spielern dar sowie die Bereitstellung von fachlichem Service-Personal in der realen und virtuellen Welt. Die Kosten für Wartung und Betrieb der Server sowie für neue Entwicklungen werden durch kostenpflichtige Abonnements oder Free-to-play-Modelle umgesetzt. Bei letzterem kann das Spiel grundsätzlich kostenfrei gespielt werden, während zusätzliche Inhalte oder Funktionen durch einmalige oder regelmäßige Zahlungen freigeschaltet werden. Mit kostenpflichtigen Erweiterungen wird die Spielwelt um Regionen ergänzt, die nur Käufer der Erweiterung betreten können.

## Geschichte

### Die Anfänge
MMORPGs entstanden Anfang der 1990er Jahre aus Multi User Dungeons (MUDs). Als eines der ersten grafischen MMORPGs kann Neverwinter Nights bezeichnet werden, welches 1991 erschien. Es bot dem Spieler die Vorteile eines Einzelspielertitels (akzeptable Grafik, einfache und intuitive Bedienung) zusammen mit der bisher nur von MUDs bekannten Interaktion mit anderen Spielern. Die damaligen Grenzen für gleichzeitig anwesende Spieler in einer Spielwelt waren viel enger als heute. So startete man mit ca. 50 Spielern gleichzeitig, was sich im Laufe der Zeit zu den später üblichen 300 Spielern und auf einzelnen Servern bis zu 500 Spielern gleichzeitig steigerte. Der Versuch, weiterhin alte Spiele als Grundlage für das Spiel mit anderen Spielern über das Internet zu verwenden, erlitt jedoch einen Rückschlag, als 1996 das lange erwartete Dark Sun Online: Crimson Sands erschien und nur sehr schlecht von den Spielern aufgenommen wurde. Hier zeigte sich sehr deutlich, dass der Code aus Spielen für einzelne nicht ohne weiteres für Spiele, mit denen mehrere hundert Menschen gleichzeitig spielen wollen, verwendbar ist. Im selben Jahr erschien Meridian 59, das als erstes Multiuser-Spiel einen 3D-Grafik-Client zur Darstellung der Spielwelt nutzte. Die Spieleranzahl pro Server war mit 250 noch relativ klein, jedoch wurde Meridian als erstes Massively Multiplayer-Spiel der Öffentlichkeit beworben. Auch The Realm Online erschien 1996 – am 31. Dezember.
In Südkorea erschien im selben Jahr Kingdom of the Winds als erstes über das Internet spielbare Mehrbenutzer-Spiel („multiuser game“) mit einer relativ einfachen Ansicht, bei der das Spielfeld stets von oben betrachtet wird.  In den folgenden vier Jahren spielten über eine Million Koreaner das Kingdom of the Winds.
Am 26. September 1997 veröffentlichte Origin Systems Ultima Online. Es war eine gelungene Kombination der erfolgreichen Ultima-Rollenspielserie mit den Elementen des MUD. Die Bekanntheit der Marke Ultima führte zu einem so großen Erfolg des Spieles, dass es in der Frühzeit zu enormen technischen Problemen kam.
Ultima Online wurde durch seine durchdachten Spielkonzepte, die zum größten Teil auf der Arbeit von Richard Garriott beruhen, zu einem Prototyp des Genres, dessen Konzepte heute noch Gültigkeit besitzen und kopiert werden.
In Südkorea erschien 1998 Lineage, wie Kingdom of the Wind von Jake Song entwickelt. In Lineage steht, anders als in westlichen MMORPGs, nicht die eigene Entwicklung der Spielfigur im Vordergrund, sondern die gemeinschaftliche Eroberung und Verwaltung von Gebieten. Lineage erreichte rund 3,5 Millionen Spieler, davon 2,5 Millionen in Südkorea, der Rest zum größten Teil in Taiwan und anderen asiatischen Staaten. Im November 2004 wurde mit Lineage II der Nachfolger von Lineage veröffentlicht, der auch im deutschsprachigen Raum große Beachtung fand. Anfang 2005 erreichten beide Titel jeweils eine Zahl von zwei Millionen Spielern.
2001 startete die gamigo AG das erste vollständig deutschsprachige MMORPG mit dem Namen Die 4. Offenbarung, damit wurde das Genre auch in Deutschland eingeführt. Zeitgleich erschien das bis heute längste persistente MMORP Jumpgate in englischer und deutscher Sprache.

### Das Everquest-Zeitalter
1999 läutete Sony Online Entertainment mit EverQuest das Zeitalter der modernen MMORPGs ein. Es führte die Ideen von Meridian 59 konsequent weiter und setzte die drei Säulen eines MMORPGs – ansprechende 3D-Grafik, persistente Welt, soziale Spielerinteraktion – dem damaligen Stand der Technik entsprechend perfekt ein. Bisher (Stand Juni 2018) erschienen 24 Erweiterungen, die neue Spielelemente einführten und den Client weiter verbesserten. Das Grundkonzept von EverQuest findet sich in den meisten heute erhältlichen MMORPGs wieder. EverQuest erreichte 2004 etwa 500.000 Spieler weltweit.
EverQuest führte dazu, dass Onlinespiele in den USA und Europa eine breitere Aufmerksamkeit fanden. Die Presse berichtete über die neue Sucht und darüber, dass auf eBay virtuelle Gegenstände und credits, also Spielgeld, für bare Münze verkauft wurden.
Seit November 2004 ist der Nachfolger EverQuest II auf dem Markt, das sich durch eine einfachere Bedienung als der Vorgänger und eine zeitgemäßere Grafik auszeichnet.

### Final Fantasy XI
Mit Final Fantasy XI wurde 2002 das erste Plattform-übergreifende MMORPG in Japan veröffentlicht. Final Fantasy erschien auf der PlayStation 2, Microsoft Windows und der Xbox.
Als Besonderheiten gelten, dass es keine regionalen Server gibt, sondern alle Spieler egal, von wo sie spielen und welche Sprache sie sprechen, plattformunabhängig auf denselben Servern spielen, des Weiteren forciert Final Fantasy XI mehr als jedes andere MMORPG die Zusammenarbeit und Kommunikation der Spieler, was unter anderem in den regelmäßigen Events, die an westliche und japanische Feiertage angelehnt sind, mit Teamaufgaben zum Ausdruck kommt. Im Gegensatz zu anderen MMORPGs gibt es nur zwei stark reglementierte und als Teamsportarten angelegte PvP-Varianten. Eine weitere Besonderheit von Final Fantasy XI sind die Geschichten, die in Missionen und Quests die Vergangenheit und Gegenwart der Spielwelt Vana'diel in etlichen Zwischensequenzen erzählen. Hierbei wurde zum Beispiel für die abschließende Videosequenz der Hauptgeschichte der Erweiterung Chains of Promathia eigens der Song Distant Worlds von Nobuo Uematsu komponiert und von Izumi Masuda gesungen.
Mit der XBox-360-Version im April 2006 erschien neben Rise of Zilart und Chains of Promathia die bereits dritte Erweiterung Treasures of Aht Urhgan mit neuen Gebieten, Berufen (Klassen), sowie neuen zusätzlichen Spielprinzipien, Aufgaben und Missionen. Unabhängig davon wird die Spielwelt in regelmäßigen Abständen durch Updates angepasst und mit neuen Aufgaben und Spielprinzipien erweitert.
Zur letzten Zählung im Mai 2006 gab es mehr als 500.000 aktive Spieler weltweit.

### World of Warcraft
World of Warcraft (WoW) ist das bisher erfolgreichste MMORPG und wurde Anfang 2005 (in den USA Ende 2004) von Blizzard Entertainment veröffentlicht. Binnen fünf Wochen wurde es alleine in Deutschland 200.000-mal verkauft. Im Juli 2005 verzeichnete es weltweit seinen 3.500.000. Spieler und wurde damit zum bisher erfolgreichsten MMORPG gekürt. Im Dezember 2005 überschritt das Spiel die Fünf-Millionen-Marke, Ende 2006 waren bereits über sieben Millionen Spieler registriert. Anfang 2007 konnte man dann mit Erscheinen der Erweiterung The Burning Crusade auch verkünden, dass die 8.000.000-Spieler-Marke geknackt sei. Ferner verkaufte sich das letztere 2.400.000-mal in der ersten Woche. Im Juli 2007 besaß WoW neun Millionen Spieler, Ende 2008 über elf Millionen und im Oktober 2010 wurde die 12 Millionen Spieler Marke geknackt, was vor allem an der Veröffentlichung von Wrath of the Lich King in China lag. In den folgenden Monaten war ein deutlicher Rückgang der Mitgliederzahlen festzustellen. Laut Quartalsbericht beliefen sie sich im Juni 2012 auf 9,1 Millionen Nutzer.
Der Erfolg von World of Warcraft machte die kommerziellen Möglichkeiten von MMORPGs deutlich. In der Folge erschienen viele weitere Spiele dieser Art – sowohl auf Basis eines Abo-Bezahlsystems als auch als kostenlose („Free-to-play“) Spiele. Anfang Mai 2013 verkündete Blizzard Entertainment eine Mitgliederzahl von 8,3 Millionen Spielern. Die Abonnentenzahlen waren nach einem kurzen Anstieg zur Veröffentlichung von World of Warcraft: Mists of Pandaria wieder stark rückläufig (Stand: 24. Mai 2013). Ende Januar 2014 veröffentlichte Blizzard Entertainment die erste offizielle Statistik zu World of Warcraft.

## MMORPG-Chat
Eine grundlegende Funktion eines jeden MMORPGs ist eine eingebaute Chat-Funktion zur Kommunikation mit Mitspielern. Im Laufe der Jahre hat sich in diesem Umfeld ein eigener MMORPG-Jargon aus Abkürzungen und Fachbegriffen entwickelt.
Neben der schriftlichen Kommunikation über Tastatur ist in vielen MMORPGs eine mündliche Unterhaltung über Headset üblich. Wenn das Spiel selbst diese Möglichkeit nicht vorsieht, können die Spieler parallel zum eigentlichen Spiel einen Service zur Sprachkonferenz nutzen. In den vielen MMORPGs ist diese Form der direkten Kommunikation wichtig, um den gemeinsamen Kampf gegen starke Gegner zu koordinieren. Mit Mumble, Teamspeak oder Ventrilo gibt es Sprachkonferenz-Dienste, die speziell auf die Bedürfnisse von Online-Spielen ausgerichtet sind. Sie zeichnen sich durch niedrige Latenz und hohe Zahl an möglichen Teilnehmern aus.

## Von Spielern gestalteter Inhalt
Nutzergenerierte Inhalte können ein weiterer Aspekt von MMORPGs sein. Am Anfang stand die Ultima-Online-Welt, die leere, 30-seitige Bücher bereitstellte, in die Spieler selbst schreiben konnten. Diese konnten in persönliche Bibliotheken gesammelt und mit anderen Spielern getauscht werden. In den folgenden Jahren konnten Spieler Häuser gestalten und bauen. Einige nicht-kampfbasierte Massively Multiplayer Online Role-Playing Games bauen sehr stark auf von Spielern erzeugten Spielinhalt, beginnend mit einfachen Animationen bis hin zu kompletten Gebäuden inklusive der Texturen wie in A Tale in the Desert. Diese Spiele unterscheiden sich sehr von den mehr populären „Standard“-MMORPGs, bei denen sich alles um Kampf und Handel dreht. Von Spielern gestalteter Inhalt würde in diesen Spielen neue erforschbare Regionen, neue Monster, neue Quests und neue besondere Gegenstände bedeuten. „The Saga of Ryzom“ war das erste dieser „Standard“-MMORPGs, das Spielern ermöglichte, eigene Erweiterungen in das Spiel einzubringen.
City of Heroes and Villains City of Heroes, veröffentlichte am 8. April 2009 eine Erweiterung, die einen „Mission Architect“ beinhaltete und den Spielern ermöglichte, neue „Quests“ ins Spiel einzubringen. Ein Problem von Spielern erzeugten Inhalts trat sofort zutage: Manche Spieler versuchten einen Vorteil für sich herauszuschlagen, indem sie sehr leichte Missionen erzeugten, die einen unfairen Risiko-zu-Belohnung-Faktor anboten. Solche Probleme zu lösen ist ein kontinuierlicher Aspekt in diesen MMORPGs.

### Nutzergemeinschaften
Rund um die verschiedenen MMORPG hat sich im Laufe der Zeit eine aktive Gemeinschaft („Community“) gebildet. Am Anfang standen Clans, heute gibt es Foren mit dem Haupt-Thema „MMORPG“. Die Community hat viel zur Veränderung der Spiele beigetragen. So kann auf den meist unabhängigen Foren auch äußerst harte Kritik gegenüber bestimmtem Spielen sowie deren Betreibern geäußert werden, ohne mit einem Bann oder einer Löschung rechnen zu müssen. Auch entwickelten sich aus den Communitys heraus eine Menge von Modifikationen, die den Spielablauf erleichtern und nicht gegen die Nutzungsregeln verstoßen, andererseits aber auch zahlreiche Hacks sowie das Ausnutzen von Programmfehlern (Bugusing).

## Unterteilung in Themepark- und Sandbox-MMORPGs
Das Genre der MMORPGs hat sich über die Jahre stark verändert. Während zu Beginn im Grunde den Spielern nur virtuelle Welten zur Verfügung gestellt wurden, in denen sie tun und lassen konnten, was sie wollten, ging der Trend mit Aufkommen des MMORPGs Everquest mehr hin zu einem System, bei dem die Spieler anhand von Missionen und Geschichten durch die Spielwelt geführt wurden. MMORPG-Fans unterscheiden hier zwischen Sandbox- und Themepark-MMORPGs.
In einem Sandbox-MMO steht die spielerische Freiheit an oberster Stelle. In einem eigenen Charakter, den man im Laufe des Spiels immer weiterentwickelt, können Spieler häufig mit anderen zusammenarbeiten oder Gruppen schließen. Die Spieler möchten nicht durch Missionen oder Storylines in eine Richtung gedrängt werden. Auch möchten sie nicht einer Fraktion der Spielwelt zugeordnet werden. Sie möchten in dieser Welt leben, ihre eigenen Abenteuer spielen und jede Freiheit genießen, dem Guten oder dem Bösen anzugehören.
Ein Themepark-MMORPG dagegen wird von Quests vorangetrieben. Es gibt Parteien, denen sich die Spieler unwiderruflich anschließen müssen. Im Prinzip werden die Spieler eines Themepark-MMOs „an der Hand“ durch das Spiel geführt, erleben zwar spannende Abenteuer, müssen dafür aber spielerische Freiheiten aufgeben.
Häufig sind Mischungen anzutreffen, die teils eine, teils die andere Ausrichtung stärker betonen.